# Caproni Ca.310
Il Caproni Ca.310 "Libeccio" era un bimotore da ricognizione ad ala bassa sviluppato dall'azienda italiana Aeronautica Caproni nella seconda metà degli anni trenta.
Derivato dal Ca.309 "Ghibli" ebbe il battesimo del fuoco nella Guerra civile spagnola e venne successivamente usato dalla Regia Aeronautica dalla seconda metà degli anni trenta fino alla fine della seconda guerra mondiale.

## Storia del progetto
Nei primi mesi del 1937 l'ingegner Cesare Pallavicino, che a quel tempo ricopriva l'incarico di direttore dell'ufficio progetti del gruppo Caproni, potendo disporre di unità motrici di potenza maggiore decise di avviare, su propria iniziativa, lo sviluppo di un nuovo modello derivato dal Ca.309 "Ghibli", quest'ultimo destinato ad operare in AOI, a sua volta sviluppo dell'aereo da trasporto civile Ca.308 "Borea". Del predecessore manteneva l'impostazione generale, un bimotore monoplano ad ala bassa, e la tecnica costruttiva, mista, abbinando la cellula realizzata con struttura in profilati e tubi metallici rivestita di tela verniciata all'ala, lignea con armature metalliche, bilongherone e rivestita con pannelli in compensato telato e verniciato. Diversa, come già riportato, la motorizzazione, ora basata su una coppia di radiali Piaggio P.VII C.35 eroganti 450 hp ciascuno, e il carrello d'atterraggio, ora retraibile nelle due gondole motori delle ali. Il modello, identificato come Ca 310 "Libeccio", era destinato al mercato sia militare che civile, nei ruoli rispettivamente di aereo da addestramento per gli equipaggi destinati ai bombardieri plurimotore e bombardiere leggero nel primo caso e di aereo di linea per rotte a breve raggio nel secondo.
Il prototipo venne portato in volo per la prima volta il 20 febbraio 1937 dal Campo di aviazione di Taliedo ai comandi del pilota collaudatore Ettore Wengl con buoni risultati: alle ottime prestazioni in volo che consentivano capacità quasi acrobatiche, si contrapponeva la sola impegnativa caratteristica nel pilotaggio in fase di decollo, questo a causa della scelta tecnica di adottare motori che giravano nello stesso senso e di timoni che risultavano aerodinamicamente in ombra, cosa che conferivano al velivolo una tendenza all'imbardata alla quale si doveva molta attenzione.

## Tecnica

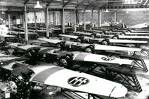
Linea di produzione del Ca.310.

Il Ca.310 riproponeva l'impostazione generale dei modelli da cui derivava, un bimotore pluriposto ad ala bassa realizzato in tecnica mista.
La fusoliera era realizzata in tecnica mista, anteriormente con struttura in profilati d'acciaio saldati tra loro e ricoperti da lamiera in lega leggera, centralmente e posteriormente con struttura in tubi d'acciaio al cromo molibdeno saldati rivestita in tela verniciata. Integrava inoltre un vano destinato a trasportare bombe o, in alternativa, due serbatoi di combustibile opzionali da 150 L ciascuno. Posteriormente terminava in un impennaggio monoderiva con piani orizzontali a sbalzo in legno.
La configurazione alare era monoplana, dall'ala montata bassa sulla fusoliera con struttura bilongherone in legno irrobustita da armature metalliche e rivestita in pannelli di compensato telato e verniciato, dotata di alettoni ed ipersostentatori ventrali. La struttura integrava le due gondole che accoglievano la coppia di motori e le gambe del carrello e i due serbatoi di combustibile da 470 L ciascuno collocati tra le gondole e la fusoliera.
Il carrello d'atterraggio era un biciclo anteriore più ruotino posteriore, con le gambe di forza anteriori ammortizzate e parzialmente retraibili nelle gondole per rotazione con movimento verso coda, soluzione che permetteva di limitare i danni durante l'atterraggio in caso di malfunzionamento del meccanismo di estrazione. Il ruotino posteriore, posizionato sotto la coda, era di tipo orientabile e non retrattile.
La propulsione era affidata ad una coppia di motori Piaggio P.VII C.35, dei radiali 7 cilindri raffreddati ad aria dotati di compressore tarato alla quota di ristabilimento di 3 500 m ed in grado di erogare, a quella quota, una potenza pari a 470 CV (345 kW) ciascuno, collocati nelle gondole alari in configurazione traente ed abbinati ad altrettante eliche bipala metalliche a passo variabile in volo. L'unica eccezione fu un Ca.310bis destinato al Regno di Jugoslavia equipaggiato con una coppia di Gnome-Rhône 9K Mistral abbinati ad eliche tripala metalliche, versione riconoscibile anche per la cappottatura bugnata.
L'armamento era costituito da tre mitragliatrici Breda-SAFAT calibro 7,7 mm dotate di caricatori da 500 colpi, due montate in caccia nelle radici alari e sparanti fuori dei dischi delle eliche più una terza integrata in una torretta dorsale. Inoltre era presente un vano in fusoliera che poteva trasportare un carico offensivo massimo pari a 400 kg in bombe da caduta.

## Impiego operativo

### Militare
Nel 1937 la Caproni decise di proporlo sul mercato dell'aviazione militare ottenendo un discreto successo commerciale, stipulando delle commesse per 36 esemplari con il Regno d'Ungheria, 24 con il Regno di Jugoslavia, 14 con il Perù e 4 con la Norvegia.
Durante la seconda guerra mondiale operò sui cieli libici nel 1940-1941.
Al 10 giugno 1940 i Ca.310bis erano in dotazione al 16º Gruppo (XVI Gruppo) di Sorman del 50º Stormo d'Assalto dell'Aeronautica della Libia - Ovest.
Alcuni esemplari prestarono servizio con l'Aeronautica Militare anche dopo la fine della guerra. L'ultimo Ca.310 fu radiato nel 1948.

### Civile
Il Ca.310 venne brevemente utilizzato come trasporto civile nella compagnia aerea norvegese Det Norske Luftfartselskap Fred. Olsen & Bergenske A/S (DNL). Il velivolo immatricolato LN-DAK e battezzato "Brevduen", operò per soli tre mesi come aereo postale sulla rotta notturna Oslo – Göteborg – Copenaghen.

## Versioni
Ca310versione da ricognizione.
Ca.310 Idroversione idrovolante a scarponi.
Ca.310bis
Ca.310bis Idro

## Utilizzatori

### Militari

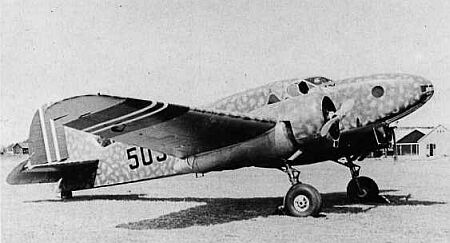
Un Caproni Ca.310 della Hærens Flyvevesen, l'allora denominazione del Servizio aereo dell'Hæren, l'esercito norvegese.

Croazia
- Kroatische Luftwaffen Legion

operò con 7 esemplari catturati ex jugoslavi.
 Italia
- Regia Aeronautica
  - Aviazione Legionaria

 Italia (Regno del Sud)
- Aeronautica Cobelligerante Italiana

 Italia
- Aeronautica Militare (periodo postbellico)

 Jugoslavia
- Jugoslovensko kraljevsko ratno vazduhoplovstvo i pomorska avijacija

acquistò 12 esemplari nel 1938.
 Jugoslavia
- Jugoslovensko ratno vazduhoplovstvo i protivvazdušna odbrana

operò con gli esemplari sopravvissuti dopo il termine della seconda guerra mondiale.
 Norvegia
- Hærens Flyvevesen

operò con 4 esemplari di Ca.310.
 Perù
- Cuerpo de Aviación del Perú

ordinò 14 esemplari nel 1938.
 Ungheria
- Magyar Királyi Honvéd Légierő

ordinò 36 esemplari nel 1938, ma restituì i 33 superstiti nel 1940 dopo essersi dichiarata insoddisfatta per le prestazioni.

### Civili
Norvegia
- Det Norske Luftfartselskap Fred. Olsen & Bergenske (DNL)

operò con un esemplare marche LN-DAK e battezzato "Brevduen".